# برقية كروجر
إرسالية كروجر هي برقية أرسلها القيصر فيلهلم الثاني في عام 1896 إلى باولوس كروجر ، رئيس جمهورية جنوب أفريقيا على أراضي ما يعرف الآن بالترانسفال ، يهنئه فيها بالنصر على مجموعة من القوات غير النظامية التي هاجمت الترانسفال في عام 1896. المصالح البريطانية.
مع اتفاقية بريتوريا في عام 1881، حصل البوير في البداية على الحكم الذاتي تحت السيطرة البريطانية. في عام 1884، استعادت جمهورية جنوب أفريقيا استقلالها إلى حد كبير، على الرغم من أن مسؤولية العلاقات الخارجية ظلت على عاتق بريطانيا العظمى. نظرًا لثروة البلاد من المواد الخام، وخطط سيسيل رودس لتوسيع إمبراطوريته الاقتصادية والاتصال البري المستمر بين شمال وجنوب إفريقيا (خطة كيب كايرو)، سعى إلى دمج جمهورية جنوب إفريقيا في الإمبراطورية البريطانية. سواء سياسيًا على نفس الخط أو حتى بتحريض مباشر من سيسيل رودس، نفذ السياسي ليندر ستار جيمسون، الذي كان نشطًا في مستعمرة كيب، هجومًا مسلحًا على جمهورية ترانسفال البوير في عام 1895 بهدف ضم البلاد. أحبطت ترانسفال هذه الخطة. نأت بريطانيا العظمى بنفسها رسميًا عن هذا العمل. في 30 ديسمبر 1895، دعا وزير المستعمرات البريطانية جوزيف تشامبرلين إلى معاقبة الضباط البريطانيين الذين شاركوا في التوغل. أجرى السفير الألماني في لندن، بول جراف فون هاتزفيلدت، محادثة مع رئيس الوزراء البريطاني سالزبوري. توصل هاتزفيلدت إلى استنتاج مفاده أن إبعاد الحكومة البريطانية كان أمرًا خطيرًا.